# 구론산바몬드
영진 구론산바몬드(Glonsan Vermont)는 대한민국의 음료회사인 해태HTB가 생산하는 피로회복 자양강장제이다.

## 역사
글루쿠로노락톤과 오로트산을 첨가하며 만든 제품으로서, 1963년에 개발하였다. 특히 30대 이후 소비자들에게 유명한 제품으로서, 높은 연령층에서는 특히 인기를 끌고 있다. 당시 알약 형태의 정제도 있었으나, 앰플 형태 내복제로 되어있었다. 글루쿠로노락톤을 첨가하여 간기능장애개선 효과에 탁월하다. 1994년  대폭 보강한《영진구론산바몬드 에스》를 출시했다. 타우린과 생로얄젤리까지 성분을 더했다.
2013년에 해태음료(현 해태HTB)가 영진약품 드링크 사업부를 인수함에 따라 '구론산바몬드'의 브랜드 소유권은 해태음료(현 해태HTB)에 있으며, 현재 해태HTB에서 시판 중이다. 2015년에 해태음료(현 해태HTB)는 구론산바몬드를 용량, 디자인, 맛을 새롭게하여 재출시하였다.